# Cubains
Les Cubains sont les citoyens de Cuba.

## Ethnonymie
En espagnol : cubanos.

## Ethnographie
D’après le recensement de 2002, 65 % des Cubains sont blancs, 10 % sont noirs et 25 % mulâtres ; des chiffres contestés par de nombreux chercheurs qui estiment la proportion réelle de Cubains noirs et métis à 50 % de la population. Selon Esteban Morales, chercheur au Centre d'études des États-Unis (CESEU, Université de La Havane), la discrimination contre les Noirs s’est accentuée à Cuba à partir des années 1990,.

## Migrations et diaspora
- Balsero
- Exilé cubain
- Cubano-Américains